# St. Georg (Marienroth)

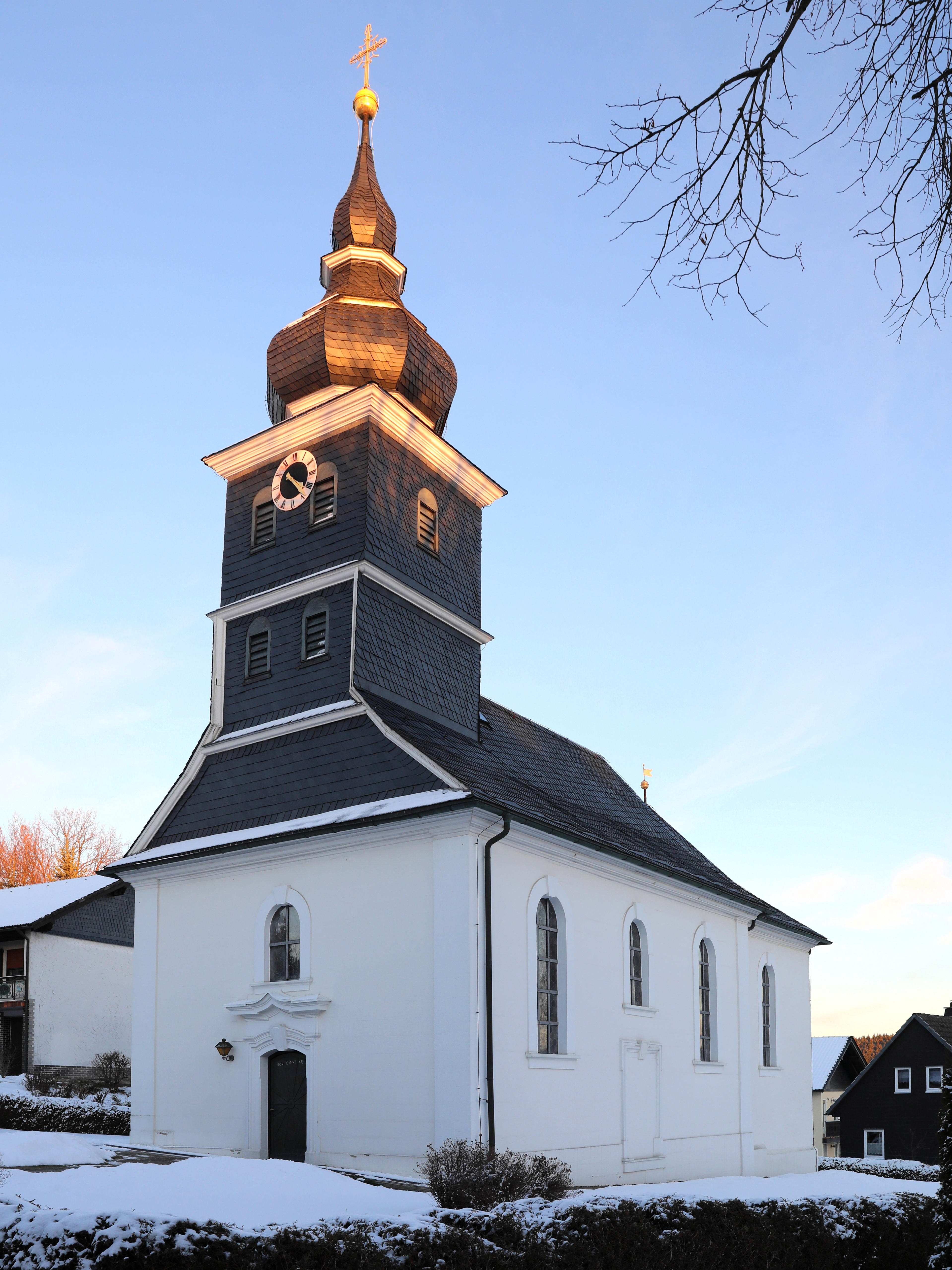
St. Georg in Marienroth

Die römisch-katholische, denkmalgeschützte Filialkirche St. Georg steht in Marienroth, einem Gemeindeteil des Marktes Pressig im Landkreis Kronach (Oberfranken, Bayern). Das Bauwerk aus der Mitte des 18. Jahrhunderts ersetzte eine für 1388 nachgewiesene Kapelle. Die Kirche gehört zur Pfarrei Mariä Himmelfahrt in Teuschnitz im Seelsorgebereich Frankenwald im Dekanat Kronach des Erzbistums Bamberg.

## Beschreibung

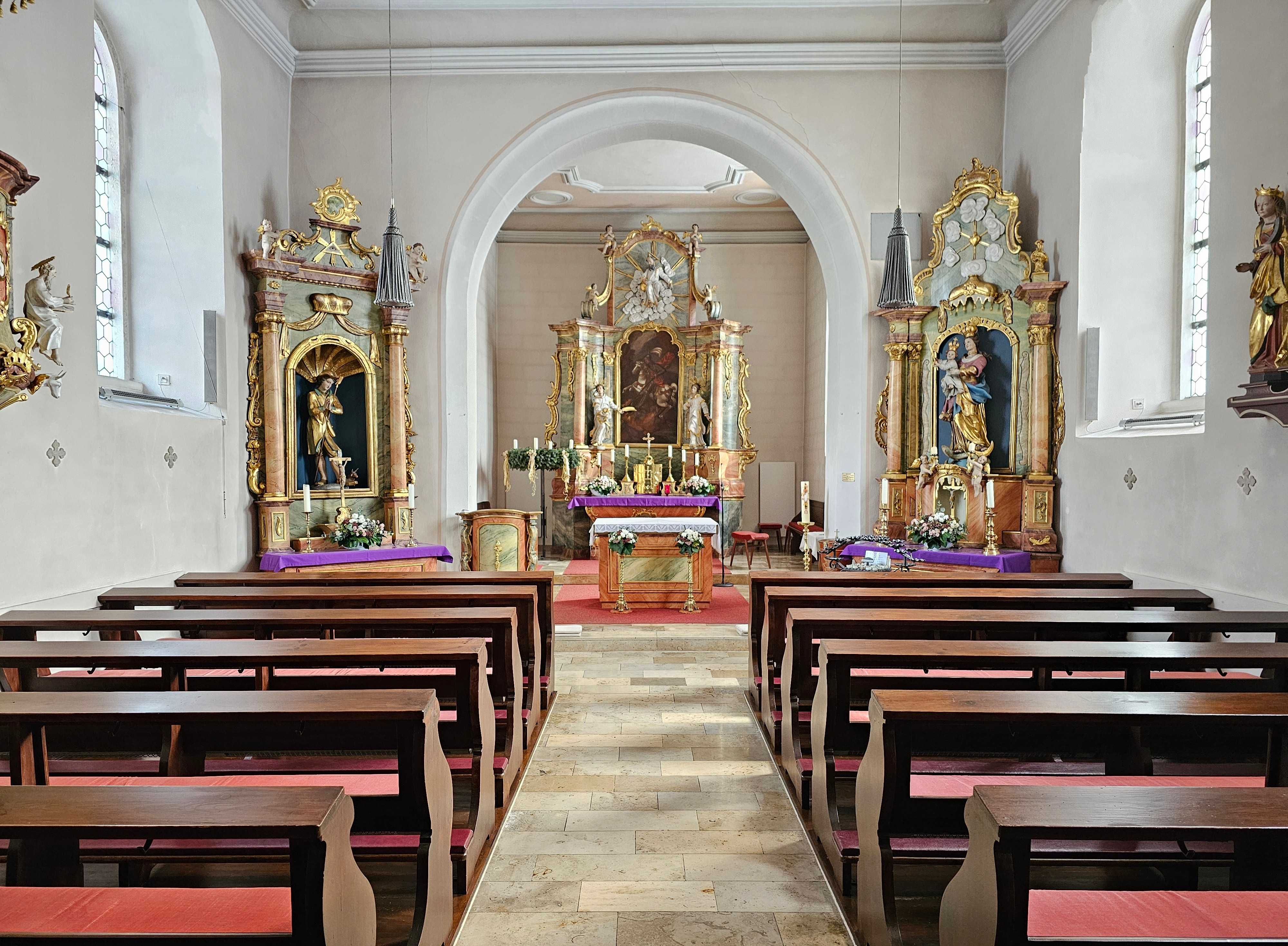
Innenraum (2023)

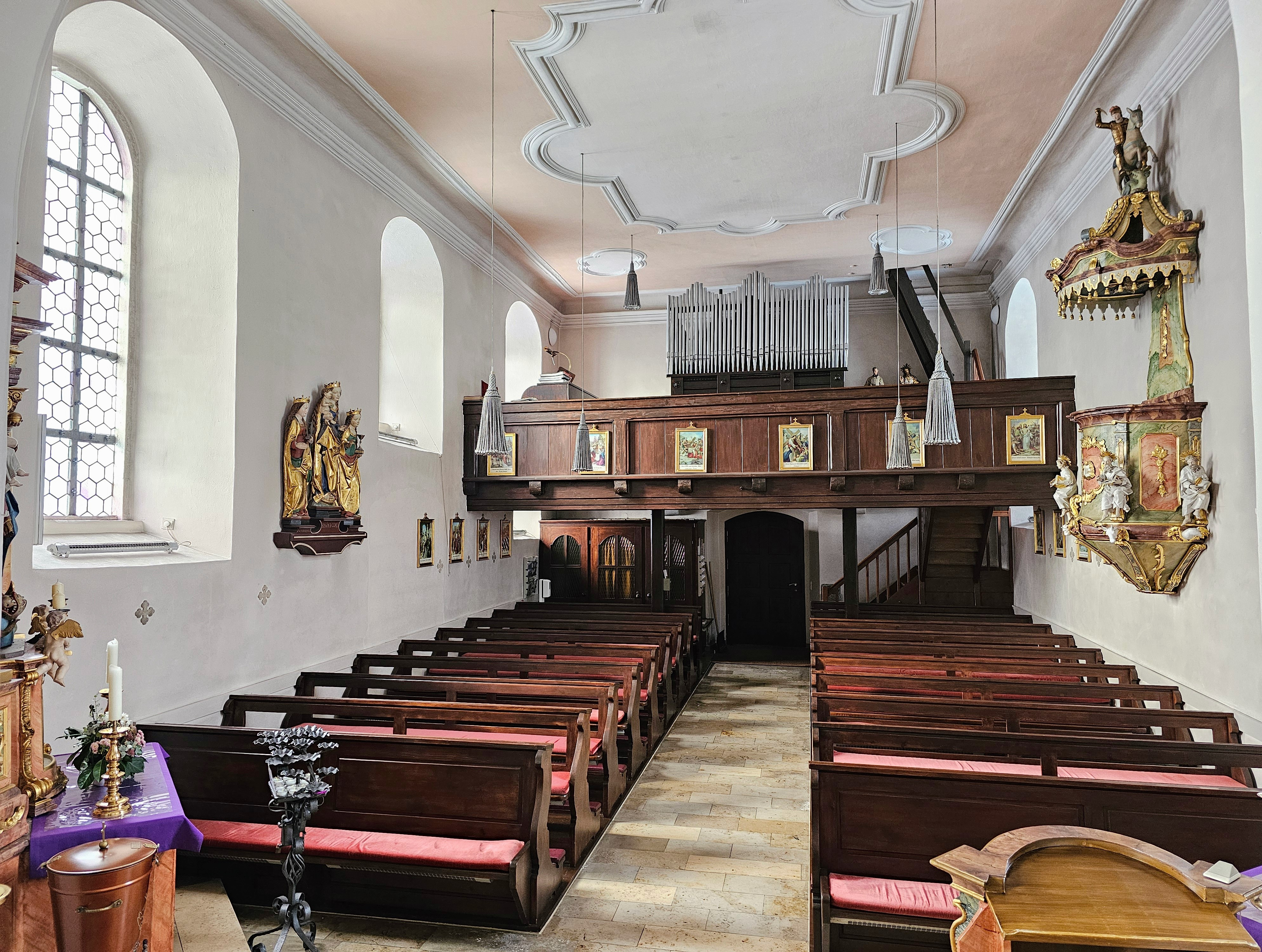
Blick zur Orgel

Die verputzte Saalkirche wurde 1758–60 anstelle einer Kapelle aus dem 14. Jahrhundert gebaut. Sie besteht aus einem Langhaus mit drei Jochen und einem eingezogenen, gerade geschlossenen Chor im Osten. Aus dem Satteldach des Langhauses erhebt sich im Westen ein quadratischer, mit einer Welschen Haube bedeckter Dachreiter, dessen oberes Geschoss die Turmuhr und den Glockenstuhl beherbergt. Das Portal liegt heute an der Westseite des Langhauses, das ehemalige an der Südseite ist vermauert. Die Orgel wurde 1900 von Johann Wolf erbaut.